# Brestovo (Lovech)
Brestovo es un pueblo del municipio de Lovech, en la provincia de Lovech, en el norte de Bulgaria.
En 2011 tenía 170 habitantes, de los cuales el 99,41% eran étnicamente búlgaros.
Se ubica unos 20 km al este de Lovech, junto al límite con la provincia de Gabrovo. Por el pueblo pasa la carretera 3013.